# Cultul personalității lui Nicolae Ceaușescu

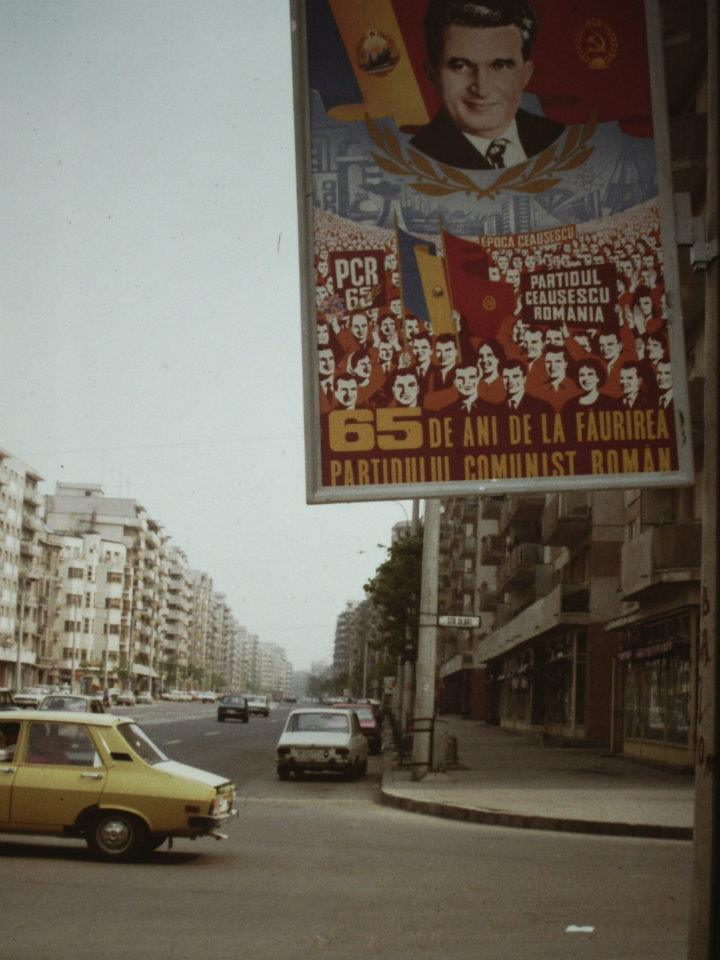
Poster de propagandă din București, 1986

În perioada Războiului Rece, președintele României Nicolae Ceaușescu a fost subiectul celui mai pronunțat cult al personalității din blocul răsăritean. Inspirat de cultul personalității lui Kim Il-sung din Coreea de Nord, a început în 1971 prin Tezele din iulie care a schimbat perioada de liberalizare din anii 1960 cu o ideologie naționalistă strictă. Inițial cultul personalității era centrat în jurul lui Nicolae dar, începând cu anii 1980, și soția sa Elena a început să fie subiectul acestui cult. Începând din iulie 2015, cultul dictatorului Nicolae Ceaușescu este interzis prin legea nr. 217, ca urmare a condamnării acestuia pentru genocid.

## Origine
Începuturile cultului personalității se găsesc în aclamarea lui Ceaușescu în urma discursului său în care condamna invazia trupelor Pactului de la Varșovia în Cehoslovacia din 1968 cu scopul de a curma seria de reforme cunoscută ca Primăvara de la Praga. Începând cu acea dată, România a fost tot mai puternic identificată cu Ceaușescu, atât în media națională cât și în declarațiile oficialilor.
Deși a existat un cult al personalității și în timpul lui Gheorghe Gheorghiu-Dej, „regimul sultanistic” al lui Nicolae Ceaușescu a depășit cu mult limitele acestui cult.

## Caracteristici

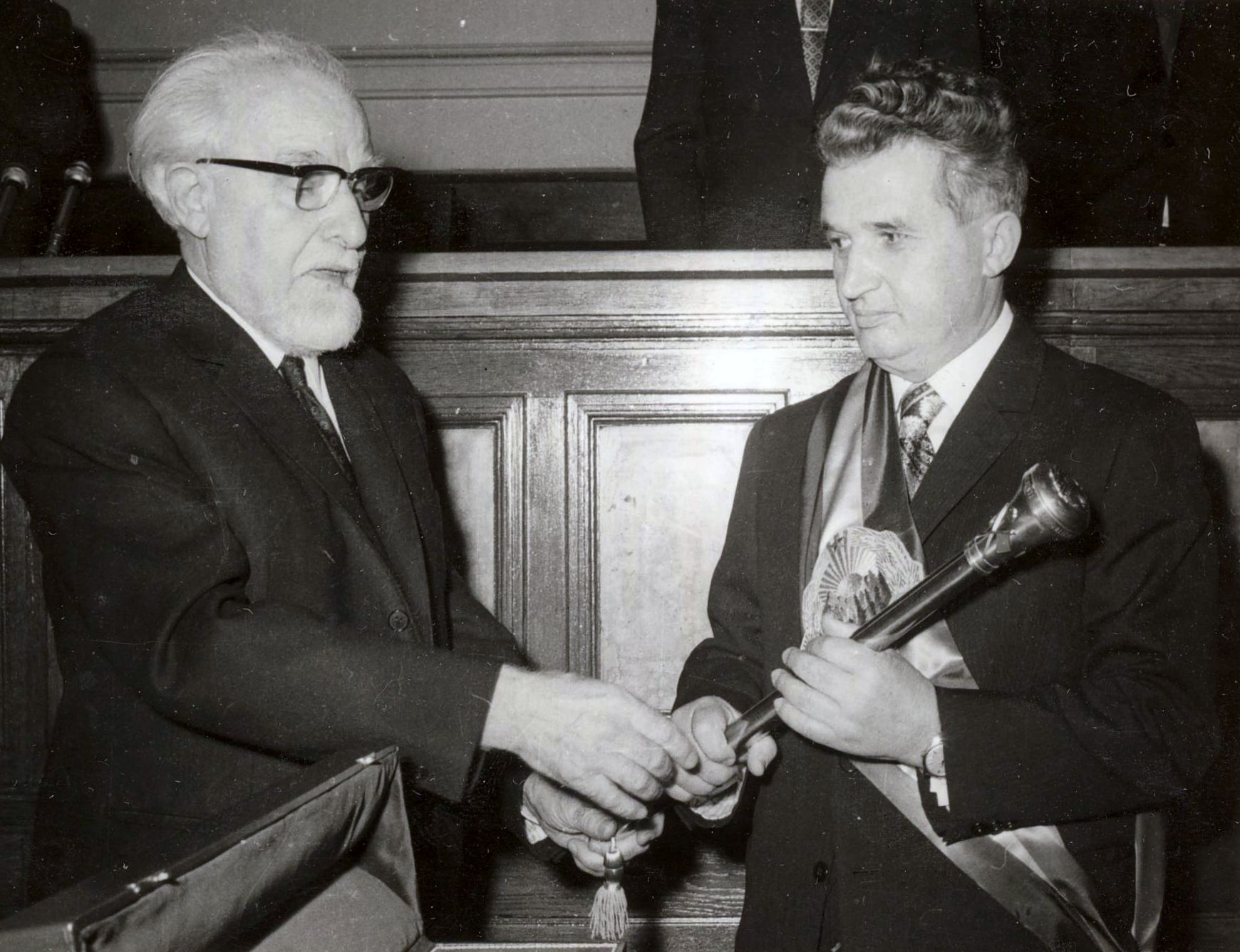
Ștefan Voitec înmânându-i sceptrul lui Nicolae Ceaușescu

Când Nicolae Ceaușescu a preluat noua funcție de Președinte al României, a primit un sceptru prezidențial. Salvador Dalí l-a felicitat pe Ceaușescu pentru noul său sceptru, printr-o telegramă publicată la 4 aprilie 1974 de ziarul Scînteia, publicație controlată de stat, care nu a observat sarcasmul din această remarcă.
Ceaușescu ocupa funcțiile de Președinte, șeful Forțelor Armate, secretar general al Partidului Comunist Român, președintele Consiliului Suprem al Dezvoltării Economice și Sociale, președintele Consiliului Național al Oamenilor Muncii și președintele Frontului Democrației și Unității Socialiste.
Încă din primii ani, copiii învățau poezii și cântece în care erau omagiate „partidul, conducătorul și națiunea”.
Scopul acestui cult era asigurarea imposibilității opoziției publice față de Ceaușescu și el era considerat prin definiție perfect și absolvit de orice critică.

## Reprezentare în media

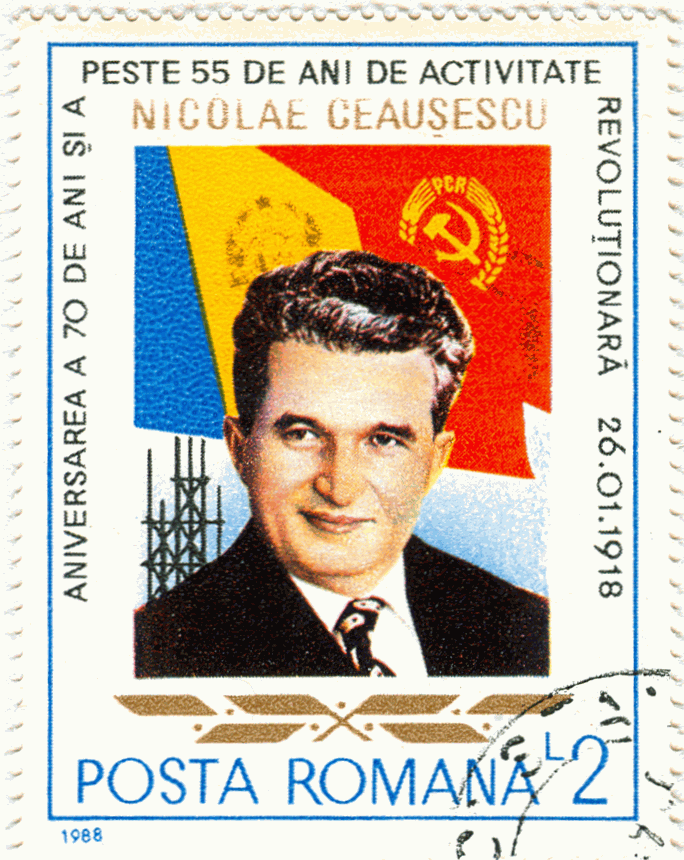
Marcă poștală emisă pentru a 70-a aniversare a lui Nicolae Ceaușescu, 1988

Ceaușescu a început să fie reprezentat în media națională drept un teoretician comunist de geniu care a adus contribuții importante ideologiei Marxist-leniniste și drept un lider politic ale cărui "gânduri" erau sursa tuturor realizărilor naționale. Lucrările sale erau republicate la intervale regulate și erau traduse în diferite limbi. Lucrările au ajuns la câteva zeci de volume, sub titulatura „România pe drumul construirii societății socialiste multilateral dezvoltate”, care erau omniprezente în librăriile din România. Elena era reprezentată drept „Mama națiunii” iar vanitatea și dorința ei de onoruri le-au depășit pe cele ale soțului ei.
În ianuarie 1978, aniversarea vârstei de 60 de ani a Conducătorului a declanșat o beție a cuvintelor fără precedent, el fiind numit „Cîrmaci înțelept”, „conducător vizionar”, „strateg genial”, „stegar viteaz”, „al nostru Erou”, „Eroul națiunii”, „neobosit Erou”, „cel mai de seamă Erou printre eroii neamului”, „Eroul păcii mondiale”, „ctitor de geniu”, „carpatic scut”, „simbol viu al năzuințelor”, „stejar de vis, de-avînt, de omenie”, „vîntul care mișcă pădurea”, „marele tribun al neamului”, „fiu luminat al patriei”, „titan modern”, „marele contemporan”, „fondatorul României socialiste”
Media a folosit expresia de "Epoca de Aur a lui Ceaușescu" și o paletă întreagă de apelative precum "garantor al progresului și independeței națiunii" și "arhitect vizionar al viitorului națiunii". Dan Ionescu, scriitor la Europa Liberă, a realizat o compilație de apelative adresate lui Ceaușescu de diferiți scriitori. Acestea includeau "arhitect", "corp ceresc" (Mihai Beniuc), "demiurg", "zeu secular" (Corneliu Vadim Tudor), "geniu", "sfânt" (Eugen Barbu), "miracol", "luceafăr" (Vasile Andronache), "navigator" (Victor Nistea), "Făt-Frumos" (Ion Manole), "mântuitor" (Nicolae Stoian), "soare" (Alexandru Andrițoiu), "titan" (Ion Potopin) și "vizionar" (Viorel Cozma).
Totuși, a fost descris drept un om de origini umile care a ajuns în frunte prin efoturile proprii, fiind astfel legat simbolic de alți rebeli din istoria României precum Horea și Avram Iancu. De asemenea, numele său era adesea alăturat marilor conducători din istoria României, precum Vlad Țepeș, Ștefan cel Mare, Mihai Viteazul și Alexandru Ioan Cuza.
Deloc surprinzător, soții Ceaușescu erau foarte preocupați de imaginea lor publică. Majoritatea fotografiilor îi reprezentau ca fiind în jurul vârstei de 45-50 de ani. Televiziunea Română avea ordine stricte de a-l înfățișa în cea mai bună lumină. De exemplu, producătorii trebuiau să aibă grijă ca niciodată să nu fie observată statura mică a lui Ceaușescu (1,65 m). Elena nu era niciodată văzută din profil datorită nasului ei mare și înfățișării ei casnice. Consecințele pentru încălcarea acestor instrucțiuni erau severe; un producător care a difuzat înregistrări cu Ceaușescu în care clipea des și se bâlbâia și a fost interzis timp de trei luni.
La un moment dat, fotografiile omniprezente care îl reprezentau pe Ceaușescu erau reprezentate de o fotografie în semi-profil în care se vedea doar o ureche. După o glumă din jurul acestei fotografii ca fiind un portret "într-o ureche" (expresie pentru țicnit), aceste fotografii erau considerate improprii iar portretele au fost schimbate cu fotografii în care erau vizibile ambele urechi.
După ce într-un ziar cuvântul „învățăminte” a fost despărțit în silabe, și a continuat pe noua coloană cu formularea „minte, tovarășul Nicolae Ceaușescu...” cenzura a impus interzicerea despărțirii unor cuvinte în silabe la capetele de rând care ar fi putut produce interpretări tendențioase la adresa „tovarășului” sau „tovarășei”. Numele Nicolae Ceaușescu și Elena Ceaușescu nu se despărțeau niciodată în silabe la cap de rând.

## În artă

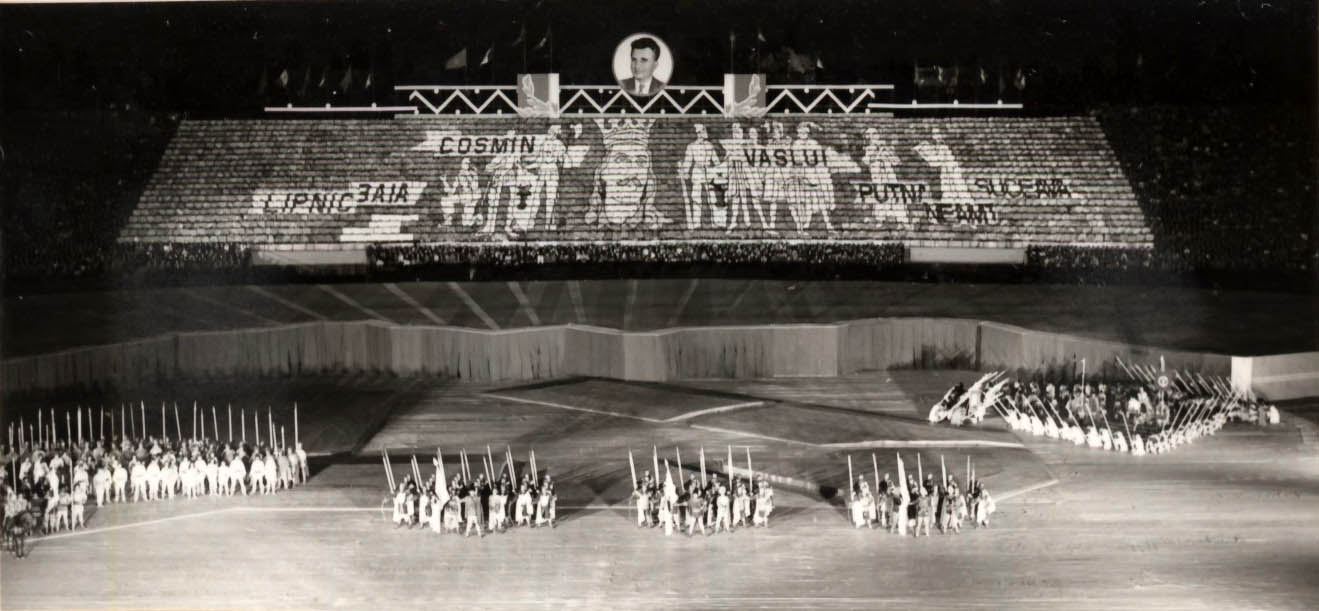
Aspect de la spectacolul dedicat Centenarului Independenței de Stat a României, ce a avut loc pe stadionul „23 August” din Capitală, 1977

Intelectualii erau contactați pentru a-și aduce omagiul lui Ceaușescu. În 1973 s-a publicat un volum mare intitulat Omagiu, cu ocazia împlinirii vârstei de 55 de ani, în care se scria printre altele:
„Privim cu prețuire și respect la armonia vieții sale de familie. Atașăm o semnificație etică specială faptului că viața sa, alături de cea a tovarășei sale de viață, fostă muncitoare textilistă și militantă a U.T.C., membră a partidului din vremea ilegalității, astăzi Erou al Muncii Socialiste, om de știință, membră a C.C. al P.C.R., tovarășa Elena Ceaușescu, oferă imaginea exemplară a destinelor a doi comuniști”.
În anii 1980 se publicau volume anuale ale intelectualilor români care cuprindeau proză, poezie și cântece de omagiu. Aceste volume erau publicate de ziua lui Ceaușescu, care era sărbătoare națională. În 1981, la Editura Politică a apărut volumul Tinerețea revoluționară a tovarășului Nicolae Ceaușescu, în care autorul Olimpiu Matichescu scotea în evidență personalitatea de revoluționar comunist a tânărului Ceaușescu, încă de la o vârstă foarte fragedă.
Artiști precum Sabin Bălașa realizau lucrări comandate de stat în care era reprezentat Ceaușescu. Unele reprezentări erau de-a dreptul hilare. Astfel, Dan Hatmanu a realizat cu ocazia zilei de naștere a lui Nicolae Ceaușescu, 26 ianuarie, o pictură reprezentând-i pe Nicolae și Elena Ceaușescu ciocnind un pahar cu Ștefan cel Mare care scoate o mână cu paharul, dintr-un tablou înrămat agățat pe perete.
Pe lângă artele vizuale, Ceaușescu era omagiat și printr-o serie de cântece patriotice precum "Partidul, Ceaușescu, România", "Lui Ceaușescu, ziditor de țară", "Vibrant omagiu", "Cutezător fiu al poporului", "Făurarul României Socialiste" și "Trăiască omul țării cel mai bun".

## Rezultatul final
În loc să-l apropie de popor, cultul personalității l-a făcut pe Ceaușescu indezirabil în inima și mintea propriilor supuși. În decembrie 1989, la doar o lună după ce fusese reales în unanimitate în fruntea PCR, Nicolae Ceaușescu și soția lui aveau să fie executați.